# Дунсян (Цзянси)
Дунся́н (кит. упр. 东乡, пиньинь Dōngxiāng) — район городского подчинения городского округа Фучжоу провинции Цзянси (КНР).

## История
Во времена империи Мин в 1512 году был создан уезд Дунсян (东乡县).
После образования КНР в 1949 году был создан Специальный район Шанжао (上饶专区), и уезд вошёл в его состав. 8 октября 1952 года Специальный район Шанжао и Специальный район Фулян (浮梁专区) были объединены в Специальный район Интань (鹰潭专区). 6 декабря 1952 года власти специального района переехали из Интаня в Шанжао, и Специальный район Интань был переименован в Специальный район Шанжао.
В 1968 году уезд Дунсянь был переведён из Специального района Шанжао в состав Специального района Фучжоу (抚州专区).
В 1970 году Специальный район Фучжоу был переименован в Округ Фучжоу (抚州地区).
Постановлением Госсовета КНР от 23 июня 2000 года округ Фучжоу был преобразован в городской округ Фучжоу.
23 декабря 2016 года уезд Дунсян был преобразован в район городского подчинения.

## Административное деление
Район делится на 9 посёлков и 4 волости.